# 大吉洋平
大吉 洋平（おおよし ようへい、1985年8月23日 - ）は、レプロエンタテインメント所属のフリーアナウンサー。
MBSを含むJNN・JRN加盟局の優秀なアナウンサーを毎年表彰するアノンシスト賞で、2017年度と2022年度にテレビ・フリートーク部門の最優秀賞を受賞した。

## 来歴
兵庫県神戸市須磨区出身。兵庫県立須磨友が丘高等学校、甲南大学卒業後の2008年にアナウンサーとして毎日放送へ入社。同期入社のアナウンサーは斎藤裕美（現在はフリーアナウンサー）。同じ高校の先輩に、入社当時同局のアナウンサーだった大月勇（現在はラジオ局制作部員）がいる。
学生時代から海外への留学・渡航を何度も経験していることや、英語が堪能なこと（詳細後述）から、入社後には折に触れ英語の通訳も担当。MBSテレビの情報番組『ちちんぷいぷい』にも、入社1年目から、（放送上）「国際部キャップ」という肩書で登場した。その後も、「ちちんぷいぷい京都支局長」「ちちんぷいぷいグルメリポーター」などの肩書で随時出演している。「ぷいぷい京都支局長」時代の2011年4月には、「ぷいぷい京都支局」と称して、京都市内へ転居。アナウンサーの職務と並行しながら、2012年春まで、1ヶ月に1週間のペースでさまざまな業種の職人への弟子入り修業を積んでいた。
MBSラジオでは、入社1年目の2008年10月から放送を開始した『モーニングミックス』で、同期の斎藤と交互にパーソナリティを担当。2009年2月15日の「サンデースペシャル」で放送された初めての冠番組『大吉洋平のUSAタイムス』では、東野ひろあきを相手に、アメリカでの大学生活のエピソードを語った。同年4月から放送の『上泉雄一のええなぁ!』では、開始当初から毎週木曜日にレギュラー出演。『MBSうたぐみ　Smile×Songs』の金曜日に、当時の先輩アナウンサーの吉竹史の代役でパーソナリティを務めたこともある。
2010年2月には、同社のアナウンサーでただ一人、「2010年バンクーバーオリンピック」へリポーターとして派遣。同年6月には、「2010FIFAワールドカップ」の取材で、先輩アナウンサーの山中真と交互に南アフリカ共和国へ赴いた。いずれの取材でも、『ちちんぷいぷい』へ連日リポートを送ったほか、滞在先から『上泉雄一のええなぁ!』の木曜中継にも登場。同年8月11日の『ちちんぷいぷい』では、開局60周年特番の取材で不在の角淳一の代役ながら、番組史上最年少でメインパーソナリティを務めた。ちなみに、同年内には、上記の番組取材・中継で6ヶ国に渡航・滞在した。
2012年には、『ちちんぷいぷい』の完全プロデュース第3弾シングル「この街に生まれて／いつまでも変わらない」（吉本新喜劇7月4日発売）のPRを目的に結成された「この街宣伝隊」に参加。同年6月28日の京都キャンペーンでは、同じ隊員のくっすん・今別府直之（吉本新喜劇）とともに、寺田有美子がパーソナリティを務める生放送番組『SUNNYSIDE BALCONY』（α-STATION）へのゲスト出演を果たした。大吉が毎日放送以外の番組へ出演したのは、この時が初めてである。
その一方で、2012年からは、『ちちんぷいぷい』の企画でフルマラソンに挑戦している。同年の「京都マラソン」（3月11日に復活開催）では、フルマラソン初挑戦ながら4時間44分3秒で完走。「第2回大阪マラソン」（2012年11月25日）では、番組で掲げていた「4時間以内での完走」という目標にはわずかに及ばなかったものの、4時間2分42秒で完走を果たした。
2013年4月16日から2017年9月19日までは、『世界の日本人妻は見た!』（MBSテレビ制作・TBS系列全国ネット）のレギュラー版にアシスタントとして出演。毎日放送への入社後初めて、全国ネットの番組へレギュラーで登場していた。
2014年からは、MBSテレビのドキュメンタリー『映像』シリーズのナレーターを不定期で担当。同年5月10日公開の東宝の映画『WOOD JOB! 〜神去なあなあ日常〜』では、1シーンだけの出演ながら、褌姿を披露している。同年のナイターオフ期間には、テレビ・ラジオを通じて自身初のレギュラー冠番組『大吉洋平の毎日ヒルズ大吉白書』（MBSラジオ）で、ワンマンDJスタイルのパーソナリティを務めた。
2015年4月からは、『ちちんぷいぷい』に加えて、『せやねん!』へのレギュラー出演を開始した。これを機に、両番組向けに、生中継（または事前収録）による日本国内の取材リポートを主に担当。東京都内で収録される『世界の日本人妻は見た!』への出演と並行しながら、全国レベルで注目されている裁判・記者会見の模様や、国政選挙をめぐる動向を都内でたびたび取材している。
2016年には、毎日放送が開局65周年記念特別企画の一環として10月13日から16日まで開催した「MBSプロデュース　豪華客船　神戸発着3泊4日の旅『ドリームズ・カム・クルーズ』」（クルーズ客船「ぱしふぃっくびいなす」のチャーターによる有料のスペシャルツアー）へ、後輩アナウンサーの豊崎由里絵と共にクルーとして全日程へ同行。『ちちんぷいぷい』『せやねん!』に加え、『あっぱれ!屋久島ツアー 神秘の島でパワーをもらっちゃおうスペシャル』（MBSテレビおよび南日本放送の共同制作・相互ネットによる毎日放送開局65周年記念特別番組）向けの生中継に登場したほか、船内イベントや神戸港での帰港イベント（16日）に出演した。
2017年には、『ちちんぷいぷい』のレギュラー出演者を代表して、3月12日に開催の「第5回淀川寛平マラソン」に参加。山中真・松川浩子（いずれも先輩アナウンサー）・豊崎および広瀬駿（気象予報士）とチームを組んだうえで、同年から新設された「42.195 km駅伝部門」3区（11 km）へ出走したところ、チームの目標タイム（3時間55分）を上回る3時間16分3秒（59チーム中9位）という記録での完走に貢献した。大吉自身は、他のスケジュールとの兼ね合いで全体練習へ参加できなかったにもかかわらず、本番では目標タイム（55分00秒）を上回るペース（54分34秒）で3区を走り切っている。また、12月には、同番組の「リアル世界くん」でニューカレドニア島を取材。「リアル世界くん」のリポーターとしては通算42ヶ国目の取材であったが、10日にわたる取材期間中の生中継やロケによるリポートが高く評価されたことから、2017年度アノンシスト賞のテレビ・フリートーク部門で最優秀賞を受賞した。
2019年4月1日から『ミント!』のメインキャスターに就任することに伴って、同年の3月上旬には、「リアル世界くん」でリヒテンシュタイン・イタリア・モナコ公国・スイスを取材。『ちちんぷいぷい』では3月19日（水曜日）放送分、『せやねん!』では30日放送分でレギュラー出演を終了した。
『ミント!』では2年近くにわたって、「Newsミント!」（関西ローカルニュース）を除くローカルパートのMCを務めてきた。『ミント!』は「Newsミント!」を除いて2021年3月5日放送分で終了したが、大吉は同月29日から、事実上の後継番組に当たる『よんチャンTV』のニュースキャスターとして再スタートを切った。
毎日放送は2021年4月1日付でラジオ放送事業を「株式会社MBSラジオ」へ移管。テレビ単営局へ移行したが、大吉はアナウンス職のまま毎日放送の総合編成局（移管を機に新設）へ在籍する一方で、株式会社MBSラジオが制作・放送する番組にも「MBSアナウンサー」として出演している。
なお、『よんチャンTV』では2022年9月30日（金曜日）放送分までニュースキャスターを務めた後に、2023年4月5日（水曜日）から水 - 金曜日の「フィールドキャスター」を担当している。その間にはレギュラー出演を休止していたものの、実際には日本内外からの生中継リポートを随時担当。『せやねん!』にも取材ロケ企画で登場していたほか、水曜日の深夜 - 木曜日の早朝には隔週で宿直勤務に就いていた。さらに、2023年3月12日（日曜日）には、単独では初めてのトークライブを梅田ラテラル（大阪市北区）で開いている。
2025年8月15日付のSNSで、「大吉洋平、パッションを込めてお伝えします！2025年8月16日よりレプロエンタテインメントとマネジメント契約を結びました。」と発表。

## 人物・エピソード
身長は172cm。体重は55kgで、特技はピアノの演奏やスキューバダイビングなど。毎日放送入社後の公式ブログ・冠番組・トークライブに『毎日ヒルズ大吉白書』というタイトルを付けるほどの『ビバリーヒルズ高校白書』ファンで、学生時代にニュース検定2級を取得した。
神戸市立松尾小学校の3年生だった1995年1月17日の早朝に、須磨区内の実家で阪神・淡路大震災に遭遇。自身や家族は全員無事だったものの、入学前に通っていた保育園の先生を震災で亡くしたという。発災から27年が経過した2022年には、当時ニュースキャスターを担当していた『よんチャンTV』向けの取材を兼ねて、発災当時の経験を同校の在校生に初めて伝えている。
小学6年生の夏休みに「神戸市小学生代表親善大使」（神戸市内全7区から1区につき1人選出）の須磨区代表として、同市と姉妹友好都市である中国・天津を訪問した。高校時代にはManly High school Being Requested（オーストラリア）、大学時代にはアメリカ・ニューヨーク州立大学バッファロー校および、シンガポール経営学院（Singapore Institute of Management）への留学を経験している。ちなみに、高校時代にオーストラリアへの留学を決めたのは、『ビバリーヒルズ高校白書』で描かれた英語圏での高校生活に憧れたことによるという。このように英語圏で長く生活してきたことを背景に、TOEICでは895点、TOEIC・SPEAKINGでは170点、TOEIC WRITINGでは160点を記録している。
毎日放送への入社後も、『ちちんぷいぷい』や『せやねん!』向けの取材を中心に、2022年末の時点で45もの国・地域を訪問。出演番組では洋楽を取り上げたり、行動・交流範囲の広さを見せたりすることが多い。2009年9月下旬の夏季休暇では、インドネシアの秘境をプライベートで訪れて、裸で生活する先住民のダニ族とコテカ姿で対面。休暇中であったが、同年9月24日放送の『上泉雄一のええなぁ!』では、国際電話を通じてその模様を伝えた。2010年夏には、『ちちんぷいぷい』の企画「京都でWa太鼓!」で、和太鼓の演奏に初挑戦。同年9月1日放送の「ちちんぷいぷい夏祭り 近畿から世界だよスペシャル」で、日本以外の11ヶ国出身で京都に住む男女11名や、日本人の漫才コンビ・女と男とともに泉涌寺境内から生演奏を披露した。さらに、毎日放送アナウンスページ内の公式ブログや、twitter上に開設した自身のアカウントから頻繁に情報を更新。ブログの記事のタイトルには、必ず英語を用いている。
2017年3月までに滞在した日本以外の国や地域のうち、風景や住民の生活に最も深く感銘を受けた場所はニューカレドニア島であるとのこと。前述したように、2017年度のアノンシスト賞テレビ・フリートーク部門最優秀賞の受賞は、同年12月の『ちちんぷいぷい』における島内での取材リポートが高く評価されたことによる。その一方で、英語圏での交渉やトラブルの対処にも長けていることから、海外取材では放送の舞台裏でコーディネーターや通訳の役割も担っている。
『ちちんぷいぷい』では、「大吉」という姓から、タイトルで大吉を「だいきち」と読ませる縁起担ぎの企画で進行役を務めることも多い（2011年1～2月放送の「大吉とおるちゃん神社」など）。2011年には、山崎製パンとのコラボレーション企画「ウルトラパン大作戦」で、関西・期間限定商品「味噌だれ風味の豆腐ハンバーグパン」をプロデュース。2012年1月23日から3月31日までの約2ヶ月間で、123万2,646個を売り上げた。2015年にも、コラボレーション企画の第2弾「ラッキーパン大作戦」で、「ランチパック　明石焼き風味とそばめし風味」（11月24日から2016年1月31日まで主に関西地方で発売）のプロデュースを手掛けた。『ミント!』の放送開始前月（2019年3月）に臨んだ「リアル世界くん」のヨーロッパ取材でも、同番組の成功と『ちちんぷいぷい』のさらなる発展を願う趣旨で、「ラッキー探し」をテーマに掲げていた。　
プライベートでは、2016年6月1日に大学時代の同級生と結婚したが、2019年9月20日に離婚届を提出。
2024年には、MLBロサンゼルス・ドジャースのスプリング・トレーニング（春季キャンプ）を取材すべく、2月の第2週にトレーニング先のグレンデール（アメリカ合衆国のアリゾナ州）へ滞在。二刀流選手の大谷翔平（前年までMLBのロサンゼルス・エンゼルスに所属）と山本由伸投手（毎日放送の本社が所在する大阪市内に本拠地を置くオリックス・バファローズに前年まで所属）がドジャースへ入団したことを受けての取材で、滞在期間中には『よんチャンTV』向けの生中継リポートも任されていた。さらに、取材の初日に大谷の打撃練習を球場の外野側の場外で見届けていたところ、ドジャースがTikTok上の球団公式アカウントから配信する動画にも「出演」する羽目になった。自身の目の前に飛んできた大谷のホームランボールを捕ってはしゃぐ様子を、球団の広報担当者がフェンス越しに偶然カメラで撮影していたことによるもので、撮影された動画は撮影の1時間後からTikTokで公開。"Media got the ball"（報道関係者が大谷のホームランボールを捕った）や、"Today's their lucky day"（今日の彼らはツイている）といった字幕も添えられている。ちなみに、アメリカでの滞在期間の後半にはシカゴ・カブスのトレーニング施設（アリゾナ州メサ）を取材。前述した大谷に続いて、打撃練習中に鈴木誠也（元・広島東洋カープ外野手）のホームランボールを偶然捕球したほか、前年まで横浜DeNAベイスターズに所属していた今永昇太投手への単独インタビューを実現させた。

## 出演番組

### 現在

#### テレビ
- よんチャンTV
  - 「ニュース担当」（月 - 金曜日のニュースキャスター）：2021年3月29日 - 2022年9月30日
  - フィールドキャスター
    - 水 - 金曜日担当：2023年4月5日 - 2024年3月22日
    - 水曜日担当：2024年3月27日 -

  - 生中継リポーター（火曜日に担当）:2024年3月26日 -
  - ニュースプレゼンター（木・金曜日に担当）：2024年3月28日 -
    - 「ニュース担当」時代には、2021年7月のリニューアルを機に、報道系の取材企画（2022年3月までは全曜日で「大吉チョイス」→ 翌4月以降は金曜日で「深掘りFRIDAY」）も担当。関西ローカルパートの全編にわたって、メインパーソナリティ（先輩アナウンサーの河田直也）の代理を務めることもあった。
    - 「ニュース担当」を退いてからも、日本内外でのロケ取材・生中継リポートやニュースのナレーションを随時担当。2022年10月にはアメリカ連邦議会の中間選挙、2023年3月にはワールド・ベースボール・クラシック（WBC）第5回大会準決勝・決勝（ローンデポ・パーク）で現地（いずれもアメリカ国内）を取材していた。ちなみに、自身2度目のアノンシスト賞（テレビ・フリートーク部門最優秀賞）受賞を2022年度に果たしたのは、中間選挙での生中継リポートが高く評価されたことによる[2]。
    - レギュラー出演を休止していた2023年の初頭にも、木・金曜日の生放送へ出演することが多く、同年3月には（WBC関連の取材リポートやスタジオ報告などで）事実上毎週登場していた。4月改編で「フィールドキャスター」のポストが正式に設けられたことを受けて、水 - 金曜日にレギュラー出演を再開。2024年の4月改編からは、火曜日に生中継企画のリポーター、水曜日に「フィールドキャスター」、木・金曜日に「ニュースプレゼンター」を務めている。
    - フィールドキャスター就任の翌月（2023年5月）には、毎日放送の代表として第49回先進国首脳会議（G7広島サミット）を取材。サミット第2日の同月27日（土曜日）には、2022年2月以降ロシアからの侵攻に直面しているウクライナのウォロディミル・ゼレンスキー大統領がサミットへ急遽参加（ロシアからの侵攻開始後初めて来日）することを受けて、ゼレンスキーが広島空港でフランス政府の専用機から降り立った瞬間を実況した映像が16時台の「JNN NEWS」（当日は生放送によるTBSテレビ系列の特別番組『一緒にやろう SDGsの日』へ内包）を通じて全国に放送された。
    - 「ニュース担当」時代から、放送対象地域（近畿広域圏）内での重大ニュースの発生を受けて本編（関西ローカルパート）向けの取材を担当している場合には、本編の途中に内包されているJNN全国ニュースパート（TBSテレビの制作による『Nスタ』平日版の第2部）にも取材先からの生中継リポートで随時出演。『Nスタ』の平日版では、『よんチャンTV』の本編（関西ローカルパート）向けに取材した映像を、毎日放送がネット受けを実施しないパート内で「（所属局名無しの）大吉洋平記者によるリポート」として放送することも相次いでいる。
- せやねん! （2015年4月4日 - 2019年3月30日→不定期）
  - 2019年3月まで「ナレーター兼リポーター」として、およそ300回ものロケ取材を担当。芸能関連の取材などに毎日放送の代表として出席したうえで、その成果を報告することが多かった。
  - 『ミント!』のMCへ就任したことを機にレギュラー出演を終了してからも、以下のように不定期で登場している。
    - 2019年10月12日：『18年と181日のご愛顧におこたえして　せやねん!大還元まつり』（レギュラーの放送枠を7時間半にまで拡大した特別番組）内の企画「番組対抗！近畿二府四県ニクロク丼」へ『ミント!』を代表して参加（結果は優勝）。
    - 2022年7月2日：「今週の気になるお金!」（第1部）をスタジオで進行（本来担当している山中真の海外取材に伴う代行）。
    - 2023年3月4日：リポーターとしてVTRのみ出演。
    - 2023年5月6日：「今週の気になるお金!」内の生中継でリポートを担当。
- 痛快!明石家電視台（不定期）
  - 2014年から、年に1～2回放送される「MBSアナウンサー大集合スペシャル」に、アナウンサーの1人として出演。得意の英語や、「リアル世界くん」の取材中に遭遇したハプニング映像などを披露している。
  - 「ハイヒール姉さんは最高やスペシャル」（同年5月26日放送分）にも、ハイヒールと親しいアナウンサーの1人として、ゲストで登場。2017年5月22日放送分の「張本人登場!この記事説明させて」では、「二代目村上ショージオーディション」（レギュラー陣の1人である村上の発案で実施されたVTR企画）の進行役を務めた。

毎日放送が在阪局でいち早く国際連合の「SDGメディア・コンパクト」へ参加していることを背景に、テレビ・ラジオ兼営局時代の2020年10月からは、国際連合が定める「SDGs17の目標」を啓発するアナウンサー企画にも参加している。
「SDGsのススメ」（2020年10月19日から2021年3月1日まで『ちちんぷいぷい』で毎週月曜日に放送されていたロケ企画）では、1番目の目標（「貧困をなくそう」）関連の取材を予定していた。しかし、『ミント!』のMCとして多忙を極めていたことなどから、実際には取材の機会がないまま放送を終了。『ちちんぷいぷい』の終了後は、ニュースキャスターを務める『よんチャンTV』内で5秒間放送される「みんなでやろう!SDGs」で、1番目の目標達成に向けた標語紹介のVTRに登場。 MBSニュース（テレビ・ラジオとも不定期で担当）
- 『ミント!』のMC・『よんチャンTV』のニュースキャスター在任中は担当を外れていた。『よんチャンTV』のニュースキャスターを退いた翌月（2022年10月）から担当へ復帰すると、2023年1月から宿直勤務を再開。同年3月までは、隔週で水曜日～木曜日早朝を担当していた。
- 『よんチャンTV』のニュースキャスターを退いてからは、土曜日の夕方（『報道特集』への内包分）や日曜日の昼前にも担当することがある。

- 吉本陸上競技会
  - 第12回大会（2012年）から第15回大会（2015年）までナレーター、第16回大会（2016年）から第18回大会（2018年）まで総合司会を担当。第19回大会（2019年）では、「『ちちんぷいぷい』&『ミント!』チーム」の選手として、駅伝競技の1区（1.2m）を任された。

### 過去

#### テレビ
- ちちんぷいぷい
  - 番組内の肩書は「京都支局長」「国際部キャップ」で、数多くの海外取材を担当。2014年4月以降は、「今日のダレ?～WHO ARE YOU～大吉洋平　歌舞伎ツウへの道」（金曜日）を担当したり、「ちちんぷいぷい専属グルメリポーター」[18] という肩書で試食・試飲リポートを任されたりしていた。
  - 過去には、「どないなん?」（火曜日）「大吉商店（おおよししょうてん）」（隔週月曜）「水曜生中継」などのコーナーを担当。入社1年目から携わってきた「リアル世界くん」については、2015年1月のイタリア取材でいったん担当を離れた[19] が、2016年12月のフィリピン取材から復帰した。2019年3月のモナコ公国取材で、他のリポーターを含めた「リアル世界くん」の取材国が100ヶ国に到達。この取材と報告が、レギュラー出演者としては最後の仕事になった。
  - 先輩アナウンサーの西靖がメインパーソナリティを務めていた2010年には、西が特別企画『西靖の60日間世界一周』で海外への取材に赴いていた8月11日（水曜日）放送分で、西の代役ながら番組史上最年少（当時24歳）でメインパーソナリティを担当。以降も、メインパーソナリティの休暇中に代理を務めることがあった。第1部でグルメロケのスタジオ報告だけを予定していた2017年7月12日（水曜日）放送分では、本来のアシスタントである豊崎が放送中に喉の不調を訴えて退席したため、第1部の途中（15時台の前半）から上記の報告を兼ねて急遽エンディングまでアシスタントを担当した。
  - 2017年10月から2019年3月までは、月・火曜日でサブパーソナリティを担当。「リアル世界くん」や水・木曜日のリポーターも引き続き兼務したほか、2016年10月から2019年9月まで同時ネットしていた南日本放送の放送対象地域である鹿児島県が実父の出身地でもある縁で、薩摩弁を交えての県内ロケ取材も随時任されていた。
  - 『ミント!』のMCへ異動した2019年4月以降も、『ちちんぷいぷい』と同じスタジオ（ライブセンター）を共用する関係で、同年8月上旬まで重大ニュース・異常気象の発生時を除いてエンディング後に『ちちんぷいぷい』のスタジオセットへ登場。スタジオパネラー陣とのクロストークをはさみながら、『ミント!』のオープニングパートへつないでいた。
  - 2021年3月12日（金曜日）で放送を終了することに伴って、同月10日（水曜日）の「フィナーレウィーク」第3日に、「すばらしきぷい世界」（当番組における海外取材の足跡をスタジオとVTRで回顧する企画）のプレゼンターとして最後の出演を果たした。
- ロケみつ〜ロケ×ロケ×ロケ〜（一部企画のナレーション、2008年11月20日 - 12月11日）
- VOICE (ニュース番組)（2009年4月 - 2010年9月）
  - サブキャスターとして、スポーツコーナーの進行と企画取材リポートを担当。2009年4月から月曜、同年10月からは木曜にも出演していた。この番組が2019年3月27日（金曜日）で終了することを受けて、放送枠や一部の企画を事実上継承した番組が『ミント!』である。
- 大阪マラソン2011 走り出した情熱のランナー（2011年10月30日、第1回大阪マラソンの生中継を兼ねた特別番組 、ランニングリポーター）- 毎日放送の番組から参加したランナーと並走
- カワスポ（準レギュラー）※当初は番組のテーマに応じて登場する予定だったが、実際には2回の出演にとどまった。
- 選抜高等学校野球大会（2014年、決勝戦中継のスタンドリポーター）
- 毎日新聞テレビ夕刊（隔週、2012年10月 - 2015年3月）先輩アナウンサー・上田崇順と交互に担当
- 世界の日本人妻は見た!（アシスタント、2013年4月16日 - 2017年9月19日、TBS系列の全国ネット番組）
  - 当初は不定期で担当したが、2015年からは毎回スタジオに出演[19]。隔週水曜日に東京で収録するたびに、日帰り出張扱いか、『ちちんぷいぷい』『せやねん!』向けの取材を兼ねて上京していた。
  - 2015年頃までは、放送上の出演時間が非常に短く、番組公式サイトの出演者一覧にも大吉の氏名が掲載されていなかった。大吉自身も、twitter上の公式アカウントで、出演開始から2年半経過して、関西以外に在住の友人から「（大吉が同番組に）出てる!」というメールをもらった ことを明かしていた。ただし、以降のスタジオ収録や放送では、司会を務める爆笑問題のサポート役として常時登場していた。
- 水野真紀の魔法のレストラン（一部企画のリポーター、2009年4月15日 - 2017年3月15日）
- オールザッツ漫才（2015年に一部企画の進行・楽屋リポート、2016年にナレーターを担当）
- あっぱれ!屋久島ツアー 神秘の島でパワーをもらっちゃおうスペシャル（2016年10月15日、南日本放送との共同制作番組） - 「ドリームズ・カム・クルーズ」の3日目に、ツアーの最終目的地・屋久島（鹿児島県）から生放送。
- dai－docoro☆パスタ!（2016年4月3日 - 2017年9月24日、毎週日曜日11:40 - 11:45）
  - ダイエー神戸三宮店で収録された料理番組で、「木ベラくん」というアニメキャラクターの声（ナレーター）で出演。　
  - 2018年4月から放送枠を引き継いだ『dai－docoro☆ベジタ!』では、この番組と同じスタイルで、後輩アナウンサーの藤林温子が「ベジタくん」というアニメキャラクターの声（ナレーター）を担当している。
- ミント!（2019年4月1日 - 2021年3月5日）
  - 全曜日で「Newsミント!」を除く関西ローカルパートのMC（メインキャスター）を務めるかたわら、冠コーナー「大吉が見んと!」（全曜日→木曜以外の曜日→月・火・金曜日に放送）向けの体験取材も担当した。
  - 『おうちにいようよ（→あしたのために） ちちんぷいぷい&ミント!』（新型コロナウイルスへの感染拡大防止策の一環で2020年4月20日から5月29日まで編成）では、水 - 金曜日のMCを担当。その関係で、本来は『ちちんぷいぷい』を放送している時間帯にも、同月22日（水曜日）放送分から5月29日まで定期的に出演していた。
- コトノハ図鑑→「へぇ～のコトノハ」（不定期）
  - 所属する毎日放送アナウンサー室の企画で、2018年7月から2020年3月まで『コトノハ図鑑』（事前収録のレギュラー番組）として放送された後に、2020年4月から2021年3月まで「へぇ～のコトノハ」（『ちちんぷいぷい』月・水曜日→水曜日のレギュラーコーナー）へ移行。
  - 『ミント!』の放送を開始した2019年度には、同番組のMCへ専念していた関係で、『コトノハ図鑑』へ出演する機会がなかった。「へぇ～のコトノハ」については、『ミント!』の本番直前に同じスタジオ（ライブセンター）から放送されたため、調査ロケにのみ出演。
- “変わる”が分かる!池上彰のどーなる?ジャーナル（2019年・2023年）
- 山村美紗トラベルミステリー「鉄道警察官 捜査ファイル」（MBSテレビ・TBSテレビの共同制作で2020年[20] に放送） 
  - 『ミント!』のアシスタントである先輩アナウンサー・西村麻子と共に、「新人デザインコンクール」という架空イベント[21] の取材に詰めかけた記者役で出演。
- 池上彰と石井亮次のコロナ1000日カレンダー～今だから言える私の本音～（2023年2月7日の19:00 - 21:57に関西ローカルで生放送）
  - 新型コロナウイルスへの感染者が日本国内で初めて確認された2020年1月15日から1000日を超えた（放送の時点で1120日に達する）ことを受けて制作された報道特別番組[22]で、道頓堀（大阪市中央区）からの生中継リポートを担当。
  - 放送に際しては、日本で感染の拡大が始まった時期から『ミント!』のMCや『よんチャンTV』のニュースキャスターを務めていたことを踏まえて、担当時点での両番組における報道を物語る（新型コロナウイルスに関するニュース速報がCM中にスタジオへ届いた模様が写っている未公開映像などの）アーカイブ映像が随所で活用された。
- 芸能人最強ランナーは誰だ!?淡路島縦断ウルトラ山岳マラソン（2023年2月22日の20:00 - 21:57に関西ローカルで放送）
  - 沿道やゴール地点でのリポーターとして淡路島（兵庫県）内の収録に参加していたほか、収録されたVTRのナレーションを担当。
- 発掘!アーカイブ探検隊（2022年11月13日から月に1 - 2回のペースで日曜日の深夜＜月曜日の未明＞に放送）
  - 毎日放送本社内の映像ライブラリーに収蔵されている放送済み映像の記録メディアから、視聴者のリクエストなどを基に厳選した映像に解説を付けた再放送番組で、2023年5月7日深夜＜8日未明＞放送分の進行を担当。公私ともに親交が深いたむらけんじ（日本での芸能活動を休止したうえで同月9日からアメリカへ移住）をゲストに迎えたうえで、「たむらけんじの学校に行こッ!」（『ちちんぷいぷい』→『ミント!』で2006年から15年間にわたって続けられてきた学校訪問企画シリーズ）のアーカイブ映像から名場面を紹介した[23]。

#### ラジオ
- モーニングミックス（2008年10月 -  2010年10月2日、入社後初のレギュラー番組で、主に木曜 - 土曜のパーソナリティを担当）
- 上泉雄一のええなぁ!（木曜日 → 金曜日 → 木曜日）
  - 番組開始当初から2010年6月までは、木曜日の中継リポーター。同年7月から2012年3月までは木曜日「大吉洋平のザッツワールドトレンド」、2012年4月から2014年3月までは金曜日で「ええなぁフライデーハイパーーーーー!!」の進行役を務めていた。放送枠を平日午前から平日夕方に移動した2015年4月以降は、木曜日に不定期で「知ってええなぁ!ちなみNEWS」（15時台）と日替わり特集（16時台）の進行役を担当。2017年9月で降板した。
  - 先輩アナウンサーでもある上泉雄一の夏季休暇中には、『大吉洋平のええなぁ!』というタイトルで、全編にわたってパーソナリティ代理を務めることがあった。
- MBSたびぐみ　とっておき旅ラジオ（ナイターオフ番組、2011年度に山中と交互に土曜日のパーソナリティを担当）
- 情報どっか〜んライブ!ホームランラジオ（2011年度のナイターオフ番組、パーソナリティ代理として不定期で出演）
- 松井愛のすこ〜し愛して★　→　松井愛のすこ〜し愛して♥（不定期）
  - 『松井愛のすこ〜し愛して★』として夜間に放送していた2013年度のナイターオフ期間には、19時台前半に放送のコーナー「ようこそ!男の花道へ」で、本来のレギュラーであるヒューマン中村が出演できない場合に「イケメン歴28年」というキャラクターで『上泉雄一のええなぁ!』に続いて登場していた。
  - 『松井愛のすこ〜し愛して♥』として放送時間をランチタイムへ移行した2015年度以降は、シフト勤務の一環で、番組内の『MBSニュース』を随時担当。先輩アナウンサーでもある松井愛が夏季休暇中の2017年8月15日（月曜日）放送分では、『大吉洋平のすこ〜し愛して♥』と改題したうえで、メインパーソナリティ代理を初めて務めた。
- 海の日ホリデースペシャル～MBSラジオ茶屋町夏まつり～（2014年7月19日、特別番組として10:30 - 17:43に放送）
  - 毎日放送への入社後初めて、ラジオの長時間生放送番組でメインMCを担当した。
- 大吉洋平の毎日ヒルズ大吉白書（2014年度のナイターオフ番組、「茶屋町プレミアムナイト」木曜2部枠で放送）
- 河田直也&桜井一枝のうきうき土曜リクエスト
  - 先輩アナウンサーでもある河田直也がスタジオへ出演しない場合に、「桜井チルドレンの五男」との触れ込みで、河田に代わって桜井一枝のパートナーを随時担当。リスナーに向けて「リコーダークイズ」（リコーダーで演奏した曲名と原曲の歌手名を当てさせるクイズ）を出題する際に、得意にしているピアノの演奏を披露することもあった。
- スマラジw木曜日「明るく楽しいニュースシャワー」（2016年度のナイターオフ番組）
  - 『上泉雄一のええなぁ!』へ出演する週に、本来のパーソナリティである笑い飯哲夫に代わって、哲夫の後輩芸人がパーソナリティ代理を務める場合にスペシャルパートナーとして出演。
- MBSラジオ65年物語（2016年7月4日 - 9月4日）　-　後輩アナウンサー・玉巻映美とのコンビで、「Thank you! Happy today!～MBSラジオのうた～」（つんく♂の作曲によるMBSラジオ65周年記念ステーションソング）に関するインフォマーシャルを担当。
- えっちゃんのたんぽぽ倶楽部（2016年10月14日、南日本放送）
  - 「ドリームズ・カム・クルーズ」の最終目的地・屋久島が同局のサービスエリアに当たることや、同月3日から同局で『ちちんぷいぷい』前半の同時ネットを開始したことから、クルーズの2日目に生出演。
- 大吉洋平のハッピーニューイヤーレイディオ!（2017年1月2日15:00 -　17:45） - 親交の深いよしもとクリエイティブ・エージェンシー所属の若手漫才コンビ数組（スーパーマラドーナ・尼神インターなど）をゲストに迎えた生放送番組で、メインパーソナリティを担当。
- 日本盛プレゼンツ　居酒屋阿希子（2017年9月23日・30日）
  - 「MBSアナウンサー貸切営業」という特別企画のゲストとして出演[24]。
- 日本盛プレゼンツ　立ち呑みだいきち!（『居酒屋阿希子』の後継番組、2017年10月7日 - 2018年3月31日）
  - 架空の酒場「立ち呑みだいきち!」の「店主」に扮して、パーソナリティを担当。
- あどりぶラヂオ
  - 2018年7月5日から10月11日まで、毎週木曜日の未明（水曜日の深夜）に放送された「大吉洋平の温泉聞き流し」（事前収録コーナー）のパーソナリティを担当。
- MBSヨル隊『笑い飯哲夫のニュースシャワー』
  - 2019年2月14日放送分で、笑い飯哲夫に代わってパーソナリティを担当。後枠番組『次は〜新福島!第2章=めばえ=』のパーソナリティである後輩アナウンサーの福島暢啓も、一部の時間帯に登場した。
- MBSヨル隊『ナジャ・グランディーバのレツゴーフライデー』（2019年10月4日、「ナジャじゃジャーナル」キャスター）
  - 前身番組のスマラジw金曜日『ナジャとアナの虹色レインボー』時代から、金曜日の18・19時台は『せやねん!』（2018年度まで）『ミント!』（2019・2020年度）との兼ね合いでラジオ番組への生出演ができないが、同日は全編事前収録で放送された。
- 落合陽一の特番～半歩先を読む思考法～（2021年7月12日）
- 真夜中のカルチャーBOY（朝日放送ラジオ、2022年5月14日）
  - パーソナリティを務める鈴木淳史（関西地方を拠点に活動している編集者・音楽ライター）からのインタビューを通じて、朝日放送ラジオ制作の番組に初めて出演。
- TOROMI RADIO (ゲスト出演)
- 大吉洋平のロンリーサンデイ（2023年度のナイターオフ番組）
  - 2023年11月10日から2024年3月24日まで、毎週日曜日の19:00 - 20:00に生放送。タイトルの「ロンリー」（孤独）には、「自身の人生経験（離婚など）を踏まえながら、寂しくも歯を食いしばり孤独に過ごすリスナーの心に温かく寄り添う」という目標が込められている[25]。
  - コトノハ（不定期で出演）
    - 「コトノハ」（言葉）にこだわった毎日放送アナウンサー室制作の事前収録番組で、2021年10月4日から毎週月曜日（2023年9月25日までは21:45 - 22:00 → 同年10月2日以降は21:30 - 21:45）に放送。

  - あいはら・大吉のそりゃあモテねぇよ! (2023年1月9日から不定期で放送)
  - ネオジジラジオ　(2023年5月20日から不定期で放送)

以下の番組では、親交の深いアキナと共にパーソナリティを担当。
- アキナ・大吉洋平の「週刊ヤングマンデー」（2015年3月30日 - 2016年3月21日）
  - 放送曜日の変更（『週刊ヤングフライデー』への移行）を機にパーソナリティを降板してからも、『ヤングフライデー』の公開収録や関連イベントに出演することがある。
- オールザッツレイディオ（2017・2018年）
  - 前述した『オールザッツ漫才』と連動した生放送番組で、2017年にアキナと共同、2018年に単独で総合司会を担当。

「MMZ（MBS MUSIC ZONE）906!」（深夜帯の音楽関連番組レーベル）を設けていた2016年度の上半期（4月 - 9月）には、レーベル番組の冒頭で流れるジングル（MBS MUSIC ZONE 906）に、大吉の声が使われていた。

## 出演映画
- WOOD JOB! 神去なあなあ日常（2014年、東宝） - 製作に出資したTBS系列局のアナウンサー代表として、安東弘樹（撮影の時点ではTBSテレビのアナウンサー）、石崎輝明（北海道放送）、小嶋健太（静岡放送）、服部義夫（撮影の時点ではRKB毎日放送のアナウンサー）と共にカメオ出演。
- 後妻業の女（2016年8月27日公開、東宝） - 毎日放送の本社がある大阪が作品の舞台になっていることから、在阪民放テレビ5局に勤務するアナウンサー5名が一堂に会したシーンで、毎日放送の代表として斎藤真美（朝日放送）、高橋真理恵（カンテレ）、庄野数馬（撮影時点ではテレビ大阪アナウンサー）、平松翔馬（読売テレビ）と共演[26]。
- トイ・ストーリー4（2019年7月12日公開、日本語吹き替え版） -  「ボートのシャーク」（サメのおもちゃ）役で、ワンシーンのみ声の吹き替えを担当。